# Adsbøl Sogn
Adsbøl Sogn var et sogn i Sønderborg Provsti (Haderslev Stift).
Adsbøl Kirke er formodentlig opført i 1200-tallet. Adsbøl Sogn blev anneks til Ullerup Sogn indtil 1567, hvor det blev et selvstændigt sogn. Gråsten Slotskirke blev indviet i 1702, og på et tidspunkt blev Adsbøl et kirkedistrikt i Gråsten Sogn, som hørte til Lundtoft Herred i Aabenraa Amt. Gråsten sognekommune inkl. Adsbøl blev ved kommunalreformen i 1970 kernen i Gråsten Kommune, der ved strukturreformen i 2007 indgik i Sønderborg Kommune.
I 1978 blev Adsbøl Kirkedistrikt lagt sammen med Gråsten Sogn som Gråsten-Adsbøl Sogn. Da kirkedistrikterne blev afskaffet 1. oktober 2010, blev Adsbøl Sogn udskilt som selvstændigt sogn.
Stednavne og afstemningsresultater fra Genforeningen i 1920, se Gråsten Sogn.
1.	december 2024 indgik sognet i Gråsten-Adsbøl Sogn